# Механічний годинник
Механічний годинник — годинник, для роботи якого використовується маятник, гирьове або пружинне джерело енергії. Як коливальна система використовується маятниковий або балансовий регулятор.
Механічні годинники за точністю ходу поступаються електронним і кварцовим (1-й клас точності механічного годинника — від +40 до −20 секунд на добу; похибка кварцових годинників перебуває у межах від 10 секунд на добу до 10 секунд на рік). З цієї причини сучасні механічні годинники є більше символом престижу або певного соціального становища, ніж необхідним засобом вимірювання часу.

## Історія
Перший механічний годинник з анкерним механізмом був виготовлений у Китаї в 725 р. І Сіном та Лян Лінцзанем.
Пізніше з'явилися кишенькові (запатентовані у 1675 році Християном Гюйгенсом), а згодом — значно пізніше — і годинник наручний. Спочатку наручні годинники були усього лиш ювелірними прикрасами для жінок, відрізнялися низькою точністю ходу. В ті часи чоловікам було не прийнято носити на руці годинник. Становище наручних годинників змінилось після їх широкого розповсюдження у армії — у 1880 році масове виробництво наручних годинників для армії почала фірма Girard-Perregaux.

## Конструкція механічних годинників
Механічний годинник складається з декількох основних частин:
1. Джерело енергії — заведена пружина або піднята гиря.
2. Спусковий механізм — пристрій, що перетворює безперервний обертальний рух в коливальний або зворотно—поступальний рух. Спусковий механізм визначає точність ходу годинника.
3. Коливальна система — маятник або балансир (баланс).
4. Механізм заведення і переведення стрілок — ремонтуар.
5. Система шестерень, що з'єднує пружину і спусковий механізм — ангренаж.
6. Циферблат зі стрілками.

### Маятник
Історично першою коливальною системою був маятник. Як відомо, при однаковій амплітуді і постійному прискоренні вільного падіння частота коливання маятника незмінна.
До складу маятникового механізму входять:
- Маятник;
- Анкер, з'єднаний з маятником;
- Храпове колесо (храповик).

Точність ходу настроюється зміною довжини маятника.
У класичного маятникового механізму є три недоліки. По-перше, частота коливань маятника залежить від амплітуди коливань (цей недолік подолав Гюйгенс, змусивши маятник коливатися по циклоїді, а не по дузі кола). По-друге, маятниковий годинник повинен бути встановлений нерухомо; на рухомому транспорті його використовувати не можна. По-третє, частота залежить від прискорення вільного падіння, тому годинник, вивірений на одній широті, відставатиме на нижчих широтах і поспішатиме на більш високих.

### Баланс

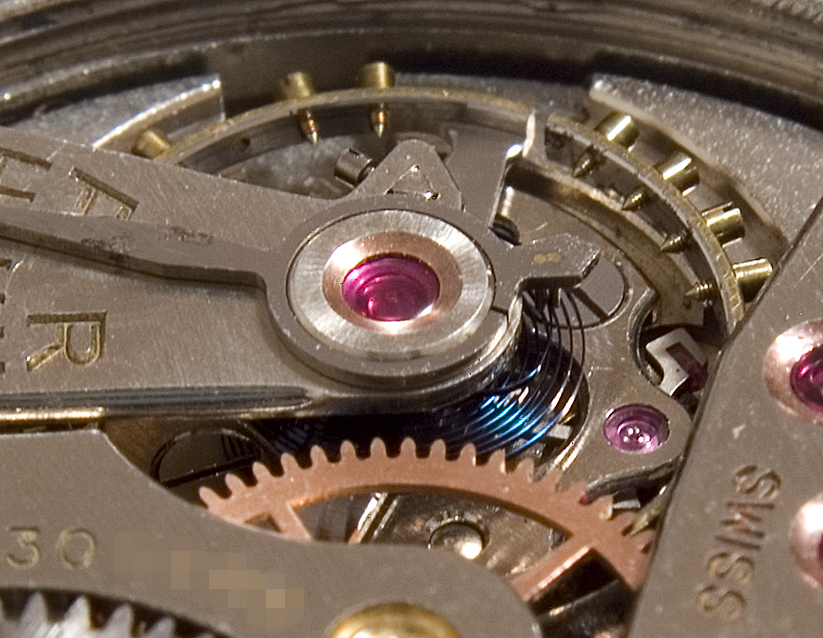
Балансирний механізм наручного годинника

Голландець Християн Гюйгенс і англієць Роберт Гук незалежно один від одного розробили інший коливальний механізм, який заснований на коливаннях підпружиненого тіла.
До складу балансирного механізму входять:
- Балансирне коліщатко;
- Спіраль;
- Вилка;
- Градусник — важіль регулювання точності;
- Храповик.

Точність ходу регулюється градусником — важелем, який виводить з роботи деяку частину спіралі. Баланс чутливий до коливань температури, тому колесо і спіраль роблять зі сплавів із невеликим коефіцієнтом температурного розширення. Інший, старіший варіант — робити коліщатко з двох різних металів, щоб воно згиналося під час нагрівання (біметалевий баланс).
Для підвищення точності ходу баланс оснащувався гвинтами, що дозволяють точно збалансувати колесо. Поява прецизійних верстатів-автоматів позбавило годинникарів від балансування, гвинти на балансі стали чисто декоративним елементом.
Балансирний механізм застосовується переважно в переносних годинниках, оскільки, на відміну від маятникових, може експлуатуватися в різних положеннях. Однак внаслідок нечутливості до коливань температури, а також завдяки більшій довговічності в баштових і деяких видах підлогових і настінних годинників все одно застосовується маятник.

## Додаткові механізми, що вбудовуються в годинник

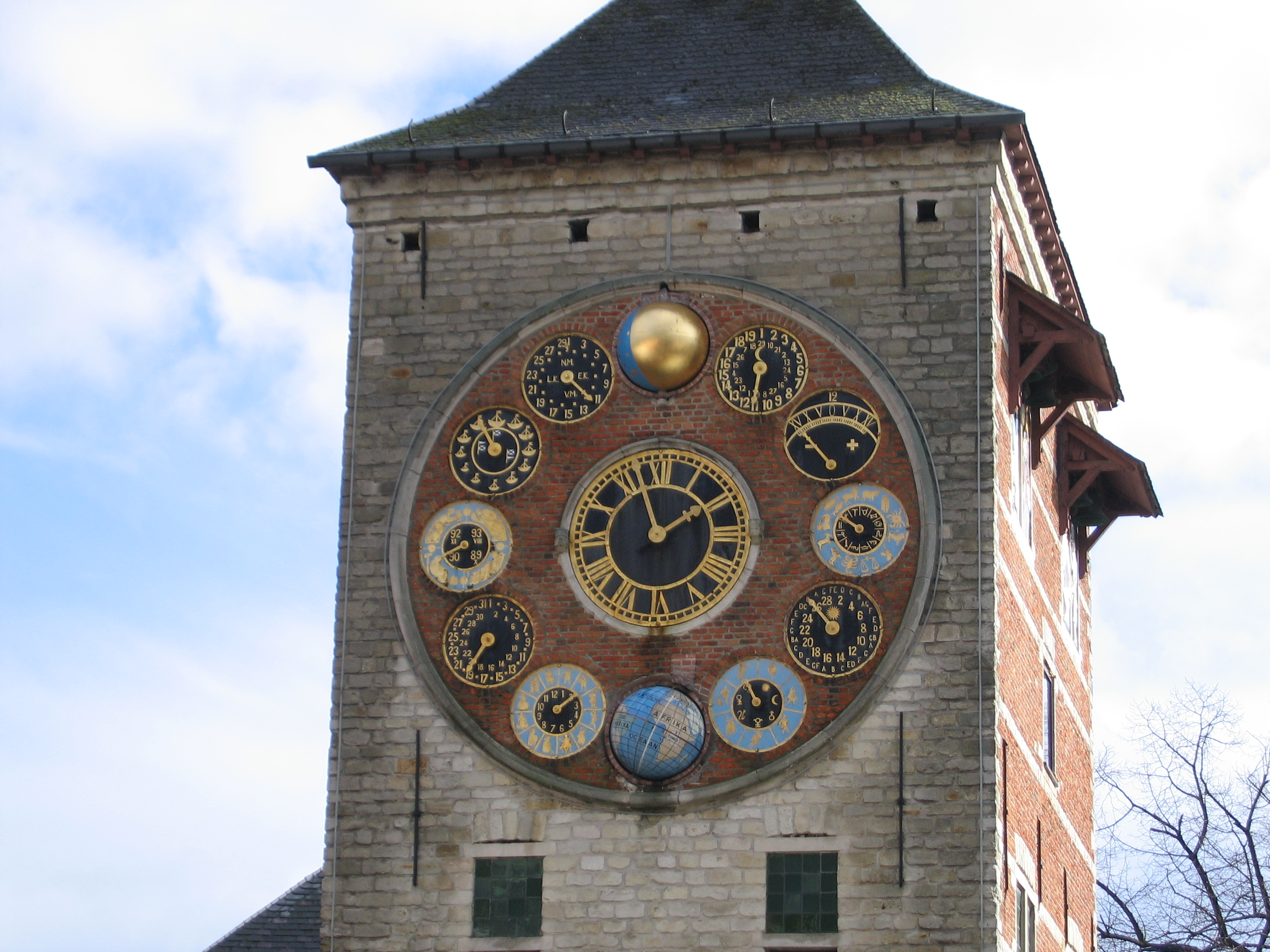
Циферблати годинника на Вежі Зіммер у Бельгії

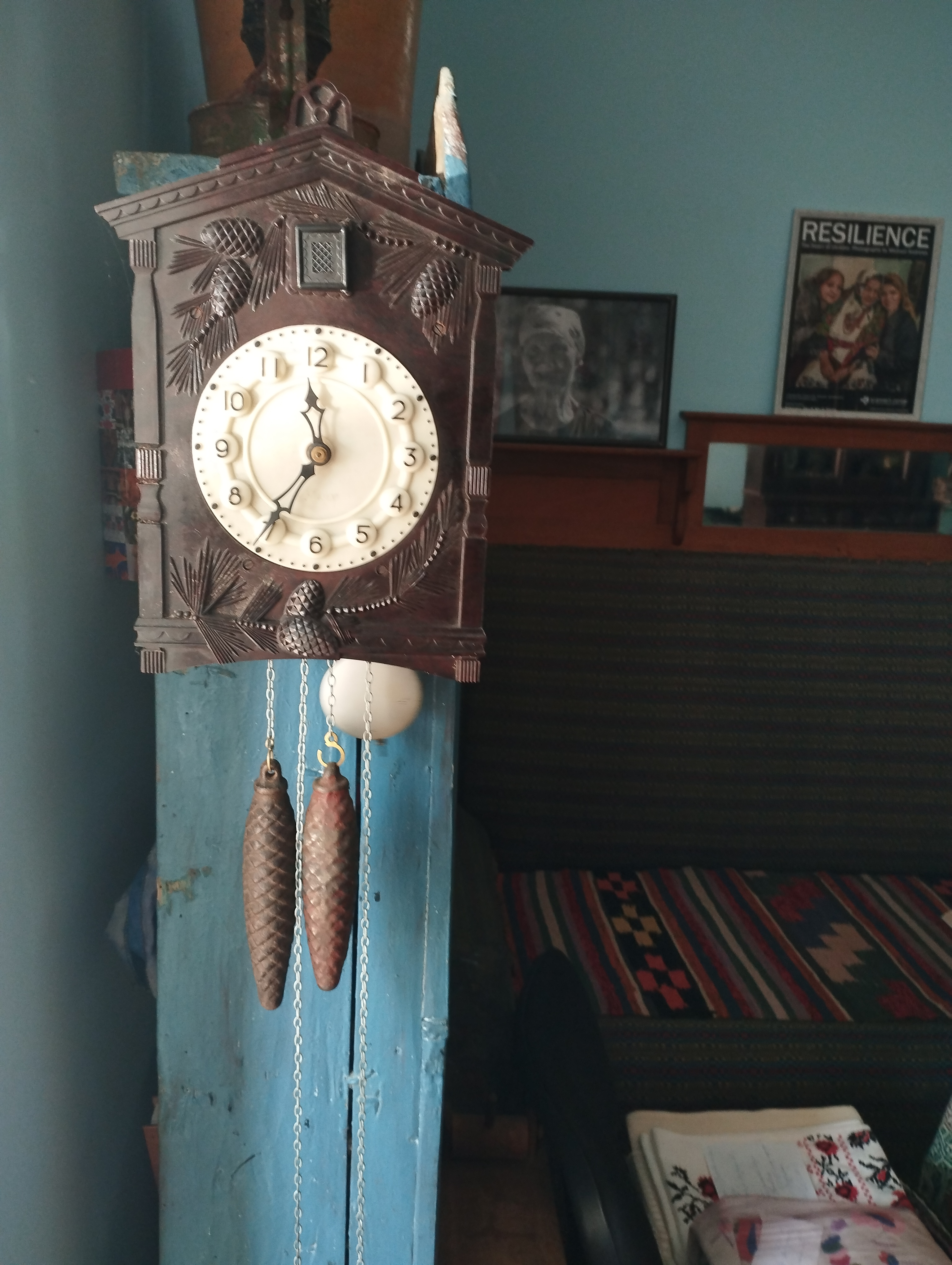
Годинник із зозулею ХХ століття, Музей мистецтв Кіровоградської обласної ради

### Зозуля, бій
Через фіксовані проміжки часу (зазвичай через півгодини або годину) годинник відбиває дзвонами поточний час. Як варіант: грає мелодія, або фігурки-жакемари розігрують якусь сценку.
Цікаво, що до появи механічних годинників час дізнавалися за звуком церковних дзвонів. Тому в першому механічному годиннику був тільки бій, без циферблату. У деяких мовах баштовий годинник і дзвін називаються одним і тим же словом, наприклад нідерландською і те, і інше буде klok.

### Репетир
Складніший механізм, що дозволяє при натисканні на кнопку відбити час звуком. Спочатку був розроблений для моряків, яким потрібно було у темну пору доби дізнатися поточний час, не розпалюючи вогонь.
Існує кілька видів репетирів:
- Хвилинний — відбиває години, чверті, хвилини.
- П'ятихвилинний — Відбиває години і кількість п'ятихвилинних проміжків після годин.
- Напівчетвертний — Відбиває години і кількість напівчвертей після годин.
- Четвертний — Відбиває години і кількість чвертей після годин.

### Календар
Календарі бувають різної складності — від простого покажчика числа, який доводиться переводити, якщо в місяці менше 31 доби, до складного механізму, що враховує високосні роки.

### Фази Місяця
Належить до астрономічних функцій. Додатковий циферблат або диск, відградуйований на 29,5 днів і показує Місяць у різних фазах.

### Рівняння часу
Астрономічна функція в годинниках, що враховує різницю між середнім місцевим часом, який показує звичайний годинник, і реальним сонячним часом.

### Люнет

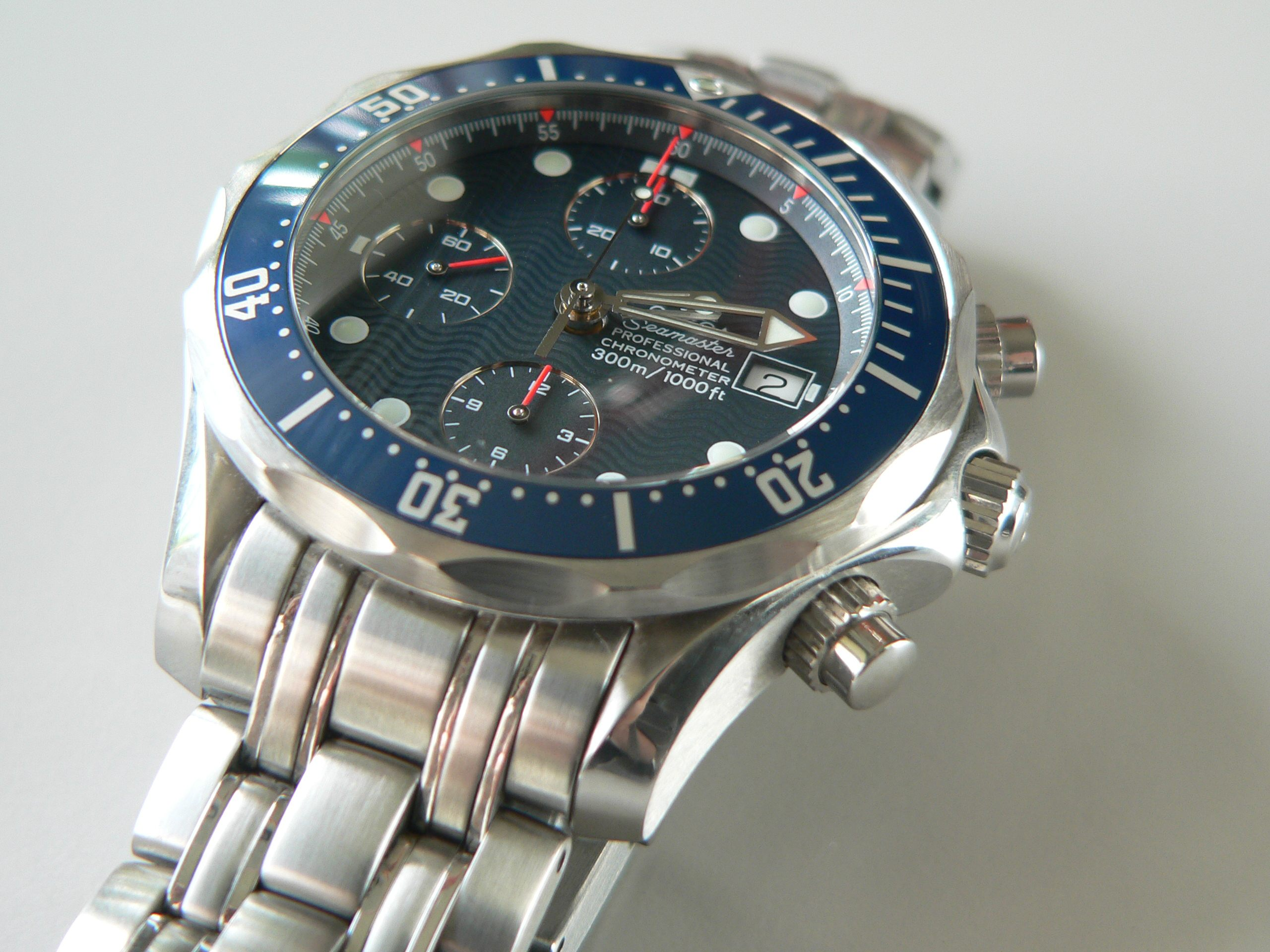
Годинник Omega Seamaster з люнетом

У деяких наручних годинниках навколо циферблату встановлено поворотне кільце з поділками (люне́т,  безель). Призначений він для того, щоб засікати час. У водолазних годинниках люнет крутиться тільки проти годинникової стрілки, щоб при випадковому повороті не можна було збільшити час, який залишився (що може призвести до нестачі повітря). За водолазної традицією, останні 15 або 20 хвилин люнета роблять червоними (сигнал на спливання).

### Автозаведення

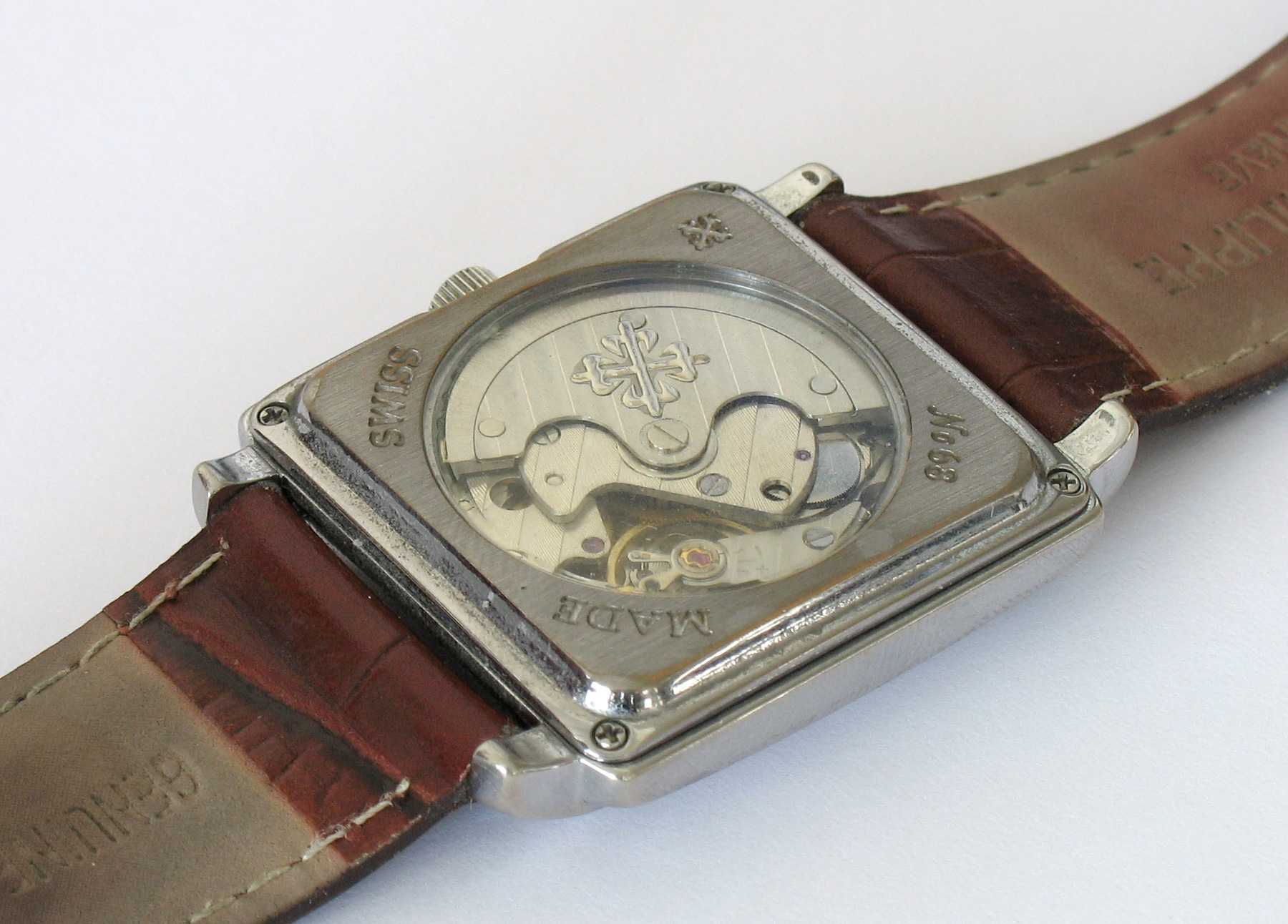
У годиннику Patek Philippe сектор автозаведення видний через віконце в задній стінці

У наручних годинниках встановлюється ексцентрик (ротор, мовою годинникарів — сектор, оскільки виконаний у вигляді легкої пластини з накладкою у формі сектора дуги з важкого вольфрамового сплаву; у дорогих годинниках використовуються сплави золота, ще важчі), який обертається під час руху руки і заводить пружину. Тому при постійному носінні годинників їх взагалі не потрібно заводити. Механізм автозаведення і пружина з'єднані між собою за допомогою фрикціону.
Автозаведення позитивно позначається на точності (пружина постійно знаходиться в майже заведеному стані). У водонепроникних годинниках повільніше зношується різьба, яка закручує заводну голівку.
Годинник з автопідзаводом товщий і важчий ніж годинник з ручним заводом. Автозаведення є марним для малорухливих людей (наприклад, похилого віку або офісних співробітників), а також для людей, які носять годинник лише час від часу. Однак за наявності спеціального пристрою для автоматичного заведення годинника під назвою віндер, годинник може постійно знаходиться у заведеному стані. Віндери працюють від побутової електромережі 220 В.

### Турбійон

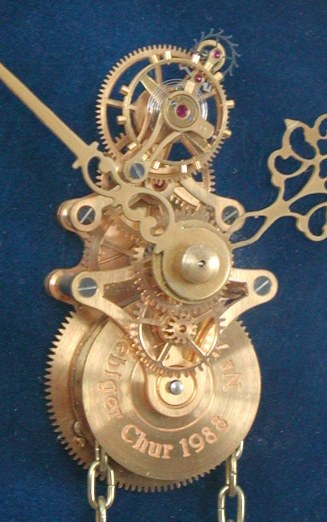
Годинник з турбійоном

У механічних годинниках точність ходу залежить від положення годинника у просторі і температури навколишнього середовища. Для компенсації тяжіння Землі, Бреге у 1795 році винайшов, а в 1801) запатентував — турбійо́н (фр. tourbillon — «вихор»). Турбійон складається з балансу, анкерної вилки та анкерного колеса, розташованих на спеціальному обертовому майданчику (найчастіше зустрічається швидкість обертання: 1 оборот на хвилину). Це один з найбільш складних і дорогих додаткових механізмів. Точність ходу годинника з турбійоном становить: −1 / +2 сек. на добу. Часто, турбійон роблять видимим через віконце в циферблаті.

### Індикатор запасу ходу
Показує, на скільки ще годин або днів вистачає заводу пружини.

## Особливі типи годинників

### Будильник
У вказаний користувачем момент дає звуковий сигнал. Час сигналу задається за допомогою додаткової стрілки. Будильник з традиційним циферблатом, поділеним на 12 годин, зазвичай дзвонить 2 рази на добу. Рідше зустрічаються будильники з циферблатом, розділеним на 24 години.

### Хронометр
Спочатку, хронометр застосовувався в морі для визначення географічної довготи. В наші дні, так називають особливо точні механічні годинники (за сертифікацією офіційного швейцарського інституту хронометрії, COSC — Controle Officiel Suisse де Chronometres). Годинники отримують такий статус за умови, що в 5 різних положеннях і за температури: +8, +23, + 38 градусів — йдуть з точністю до −4 / +6 секунд на добу. Вимоги, що пред'являються до кварцових механізмів: не більше 0,07 секунди в добу.

### Секундомір
Годинники, які служать для відліку коротких проміжків часу (наприклад, у спорті). Секундомір дозволяє в будь-який момент запускати і зупиняти відлік часу, а також швидко обнуляти покази. На відміну від звичайних годинників секундоміри не призначені для визначення поточного часу, а лише інтервалів, від одного моменту до іншого.

### Хронограф
Хронографом називають механічний або кварцовий годинник, який одночасно є секундоміром.

### Шаховий годинник
Годинник з двома механізмами, які служать для контролю часу в шахах. Так само як секундоміри, призначені для вимірювання відносного часу.

### Лабораторні годинники
Таймер, призначений для хіміків, фотографів і т. д.

## Відомі годинники
- Біг-Бен — годинникова башта у Лондоні
- Кремлівські куранти в Москві
- Празькі куранти

## Відомі виробники
Швейцарські годинники
| - Adriatica - Aerowatch - Appella - Auguste Reymond - Balmain - Blancpain - Breitling - Bulova - Candino - Cerruti - Certina - Cimier - Chronoswiss - Claude Bernard - Continental - Corum - Cover - Davosa - deGrisogono - Delbana - Delma - Eberhard | - Edox - Ernest Borel - Eterna - Festina - Formex - Fortis - Frederique Constant - Girard Perregaux - Grovana - Hamilton - Jaeger-LeCoultre - Jaguar - Jean d'Eve - Jean Marcel - JeanRichard - Jowissa - Korloff - Longines - Luminox - Martin Braun - Maurice Lacroix - Medana - Mido | - Movado - Nina Ricci - Omega SA - Oris - Paul Picot - Perrelet - Philip Laurence - Rado - Raymond Weil - Revue Thommen - Roamer - Rodania - RSW - Swatch - Swiss Military - Tag Heuer - Tissot - Universal Geneve - Vulcain - Zenith - Zeno-Watch Basel |

| Європейські виробники - Bunz (Німеччина) - Elysee (Німеччина) - Ingersoll (Німеччина) - Freelook (Франція) - Glashutte (Німеччина) - Haurex (Італія) - Jacques Lemans (Австрія) - Kleynod (Україна) - Lancaster (Італія) - Nite (Велика Британія) - Officina Del Tempo (Італія) - Poljot International (Німеччина) - Royal London (Велика Британія) - Sauvage (Франція) - Skagen (Данія) - Timex - TW Steel (Нідерланди) - ZentRa (Німеччина) - Нестеров (Росія) | Японські виробники - Casio - Citizen - Nexxen - Orient - Romanson - Seiko |

## Цікаві факти
- Відомий годинникар Авраам Бреге у 1783 році розпочав роботу над створенням годинника «Queen Marie Antoinette» для королеви Марії Антуанетти. Годинник був настільки складним, що його виготовлення затягнулось на 34 роки і завершилось вже після смерті Марії Антуанетти і самого Бреге. Роботу закінчував учень Бреге Майкл Вебер. В 1983 році годинник було викрадено з музею в Єрусалимі, знову знайдено у 2007.
- Найскладніший кишеньковий годинник у світі — модель Patek Philippe Caliber 89 — був проданий на аукціоні за 3,2 мільйони доларів США. Годинник має 33 функції, збирався протягом 9 років